# Festival de la Canción de Eurovisión Junior 2024
El XXII Festival de la Canción de Eurovisión Junior fue la vigesimosegunda edición del Festival de la Canción de Eurovisión Junior. Tuvo lugar el 16 de noviembre de 2024 en Madrid, España, tras ser anunciada como sede el 10 de mayo de 2024. Organizado por Radio Televisión Española y la Unión Europea de Radiodifusión, ha sido la primera vez que el evento se celebra en España y el primer evento eurovisivo en el país desde el Festival de la Canción de Eurovisión 1969.

## Organización
A diferencia del Festival de Eurovisión, el país ganador del Festival de Eurovisión Junior no recibe automáticamente el derecho a albergar la siguiente edición, aunque desde 2019 tiene preferencia. Desde 2011, con algunas excepciones, los ganadores han sido anfitriones. 
Tras la victoria de Francia en Eurovision Junior 2023 (celebrado en ese mismo país), la emisora France Télévisions inició conversaciones con la UER sobre la celebración del festival de 2024. Sin embargo, debido al interés de varios países y para evitar un “monopolio francés” (ya habían acogido el evento dos veces en los últimos tres años), Francia decidió no acoger el festival. El 14 de febrero de 2024, se anunció que España, que quedó en segundo lugar en la clasificación de 2023, sería el país anfitrión de la siguiente edición.

### Sede

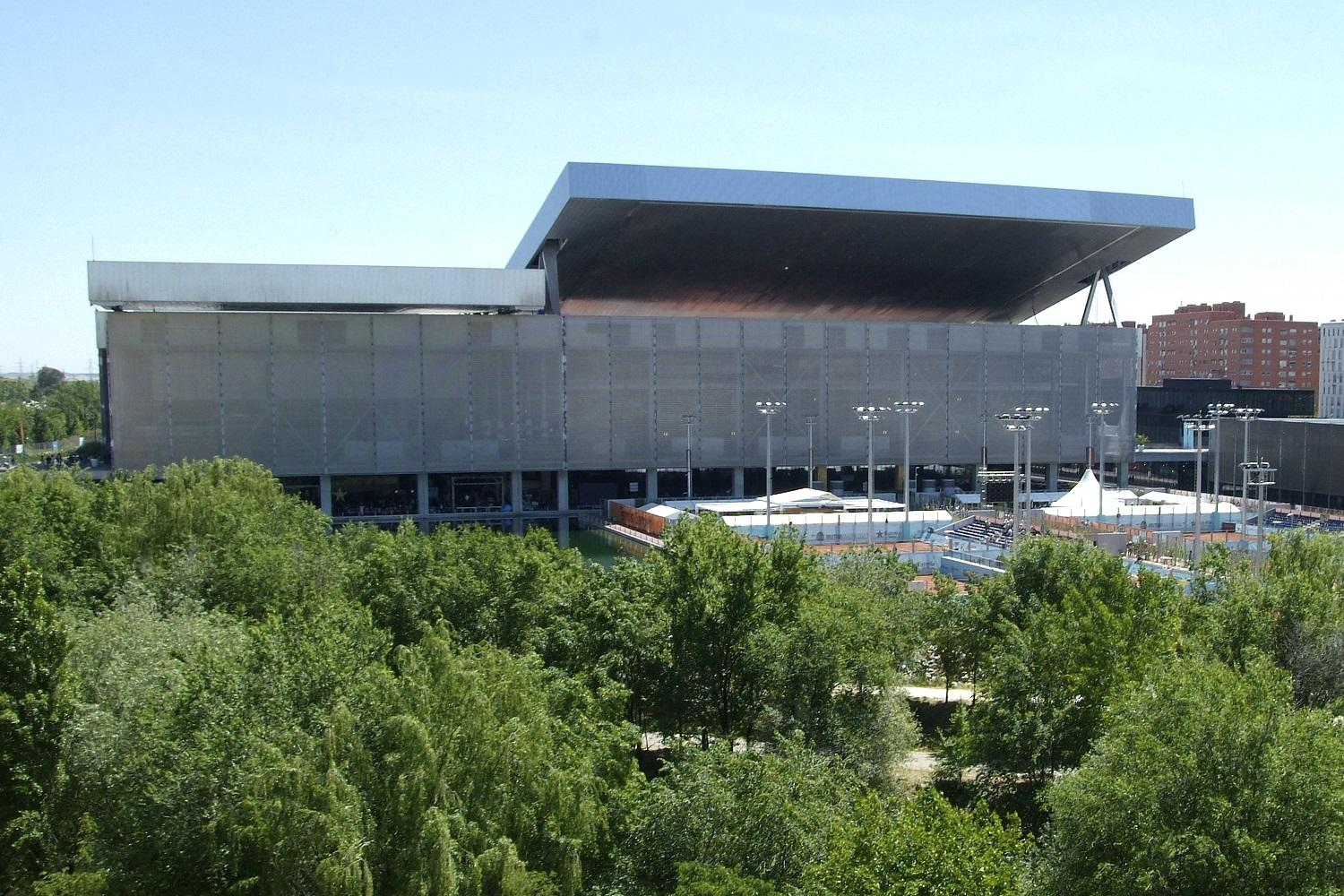
Caja Mágica, recinto escogido para celebrar el festival

El 10 de mayo de 2024, Ana María Bordas, jefa de la delegación española, dio a conocer en una rueda de prensa celebrada en Malmö (sede de Eurovisión 2024) que la ciudad escogida para albergar el festival sería Madrid. El recinto elegido es la Caja Mágica, que tiene capacidad para albergar a unos 12.000 espectadores.El evento tendrá lugar el 16 de noviembre de 2024, volviendo así, tras varias ediciones celebrándose en domingo, a su día original: el sábado.Será el primer festival júnior celebrado en España y el segundo teniendo en cuenta el sénior. 

#### Fase de licitación
Antes de que se anunciara Madrid como sede del Festival de Eurovisión Junior 2024, otras comunidades autónomas y ciudades presentaron su candidatura para albergar el festival. Entre ellas, la Comunidad Valenciana, que desde 2022 acoge el Benidorm Fest, la final nacional española del Festival de la Canción de Eurovisión. El alcalde de Barcelona, Jaume Collboni, también expresó interés en acoger el evento, pero posteriormente, abandonó la carrera para celebrar el festival, ya que a pesar de tener recintos para llevarlo a cabo, estos carecían de disponibilidad. Otras ciudades candidatas fueron Málaga, Granada, Zaragoza y Madrid, siendo esta última la ciudad elegida.

### Línea gráfica y eslogan
El 3 de septiembre de 2024, RTVE y la UER revelaron la línea gráfica y el eslogan del concurso de 2024: "Let's Bloom", así como el diseño del escenario. La temática gira en torno a la naturaleza, apostando por colores naranjas y violetas, y flores en movimiento, simbolizando así el “florecer de los artistas”. Con este concepto, se abraza la idea de que cada persona tiene su lugar y puede crecer en distinta “forma y color”.
El director artístico de esta edición es Marvin Dietmann, encargado de materializar la idea en el escenario de Eurovisión Junior. El 28 de octubre de 2024 se inició la construcción del mismo en la Caja Mágica.

### Presentadores
El 12 de septiembre de 2024, RTVE anunció a las personas elegidas para presentar el certamen: Ruth Lorenzo (representante de España en el Festival de Eurovisión 2014 y presentadora del Benidorm Fest 2024 y Benidorm Fest 2025), Marc Clotet (actor) y Melani García (representante de España en el Festival de Eurovisión Junior 2019).

### Ceremonia de apertura
Por primera vez en la historia de Eurovisión Junior, la tradicional ceremonia de apertura se llevó a cabo a puerta cerrada. No fue retransmitida en directo ni contó con la cobertura de prensa ya que tampoco tuvo acceso al evento. Esta decisión se tomó, según RTVE, debido a la difícil situación que enfrentaba el país tras el desastre natural provocado por la DANA en Castilla-La Mancha, Andalucía y, especialmente, en la Comunidad Valenciana.

### Actos de intervalo
Esta edición contó con dos actuaciones de artistas invitados. La primera de ellas fue el número de apertura, en el que Zoé Clauzure (ganadora de Francia en el festival de Eurovisión Junior 2023), Sandra Valero (representante de España del mismo año alcanzando la segunda posición) y María Isabel (ganadora de España en el festival de Eurovisión Junior 2004), cantaron «Let’s Bloom», la canción oficial de esta edición. A lo largo de la actuación, se fueron sumando los diferentes participantes para comenzar el tradicional desfile de banderas.
La segunda actuación la llevó a cabo el cantante y compositor Abraham Mateo, cantando una versión extendida de «Maníaca».
Otra de las actuaciones especiales del festival corrió a cargo del director artístico Sergio Jaén, con una canción instrumental llamada «Time to Bloom» de Federico Jusid y una coreografía de Borja Rueda. Esta actuación contó con 21 bailarines.

## Países participantes
De los 16 países fundadores, en esta edición participaron seis de ellos: Chipre, España, Malta, Países Bajos, Polonia y Macedonia del Norte.
Para que un país sea elegible para una posible participación en el Festival de la Canción de Eurovisión Junior, debe ser miembro activo de la UER.

### Canciones y selección
| País y TV               | Título original de la canción | Artista             | Proceso y fecha de selección                                                                     |
| País y TV               | Traducción al español         | Idiomas             | Proceso y fecha de selección                                                                     |
| ----------------------- | ----------------------------- | ------------------- | ------------------------------------------------------------------------------------------------ |
| Albania RTSH            | «Vallëzoj»                    | Nikol Çabeli        | Junior Fest 2024 27-09-2024                                                                      |
| Albania RTSH            | «Bailar»                      | Albanés             | Junior Fest 2024 27-09-2024                                                                      |
| Alemania ARD/ZDF        | «Save The Best For Us»        | Bjarne              | Final en línea 01-07-2024 Presentación de la versión final 27-09-2024                            |
| Alemania ARD/ZDF        | «Guárdanos lo mejor»          | Alemán e inglés     | Final en línea 01-07-2024 Presentación de la versión final 27-09-2024                            |
| Armenia AMPTV           | «Cosmic Friend»               | Leo                 | Elección interna 28-09-2024 Presentación de la canción 22-10-2024                                |
| Armenia AMPTV           | «Amigo cósmico»               | Armenio e inglés    | Elección interna 28-09-2024 Presentación de la canción 22-10-2024                                |
| Chipre CyBC             | «Crystal Waters»              | Maria Pissarides    | Elección interna 21-08-2024 Presentación de la canción 30-09-2024                                |
| Chipre CyBC             | «Aguas cristalinas»           | Griego e Inglés     | Elección interna 21-08-2024 Presentación de la canción 30-09-2024                                |
| España RTVE             | «Como la Lola»                | Chloe DelaRosa      | Elección interna 18-07-2024 Presentación de la canción 07-10-2024                                |
| España RTVE             | —                             | Español e inglés    | Elección interna 18-07-2024 Presentación de la canción 07-10-2024                                |
| Estonia ERR             | «Tänavad»                     | Annabelle           | Tähtede Lava 2024 05-05-2024 Presentación de la canción 04-10-2024                               |
| Estonia ERR             | «Calles»                      | Estonio             | Tähtede Lava 2024 05-05-2024 Presentación de la canción 04-10-2024                               |
| Francia FTV             | «Comme Ci, Comme Ça»          | Titouan             | Elección interna 18-09-2024                                                                      |
| Francia FTV             | «Más o menos»                 | Francés             | Elección interna 18-09-2024                                                                      |
| Georgia GPB             | «To My Mom»                   | Andria Putkaradze   | Ranina 2024 26-05-2024 Presentación de la canción 13-10-2024                                     |
| Georgia GPB             | «Para mi madre»               | Georgiano           | Ranina 2024 26-05-2024 Presentación de la canción 13-10-2024                                     |
| Irlanda TG4             | «Le Chéile»                   | Enya Cox Dempsey    | Junior Eurovision Éire 2024 13-10-2024                                                           |
| Irlanda TG4             | «Juntos»                      | Irlandés            | Junior Eurovision Éire 2024 13-10-2024                                                           |
| Italia RAI              | «Pigiama Party»               | Simone Grande       | Elección interna 19-09-2024 Presentación de la canción 27-09-2024                                |
| Italia RAI              | «Fiesta de pijamas»           | Italiano e inglés   | Elección interna 19-09-2024 Presentación de la canción 27-09-2024                                |
| Macedonia del Norte MRT | «Marathon»                    | Ana & Aleksej       | Elección interna 26-06-2024 Presentación de la canción 04-10-2024                                |
| Macedonia del Norte MRT | «Maratón»                     | Macedonio e inglés  | Elección interna 26-06-2024 Presentación de la canción 04-10-2024                                |
| Malta PBS               | «Stilla Ċkejkna»              | Ramires Sciberras   | Malta Junior Eurovision Song Contest 2024 21-09-2024 Presentación de la versión final 11-10-2024 |
| Malta PBS               | «Pequeña estrella»            | Maltés              | Malta Junior Eurovision Song Contest 2024 21-09-2024 Presentación de la versión final 11-10-2024 |
| Países Bajos AVROTROS   | «Music»                       | Stay Tuned          | Junior Songfestival 2024 21-09-2024                                                              |
| Países Bajos AVROTROS   | «Música»                      | Neerlandés e inglés | Junior Songfestival 2024 21-09-2024                                                              |
| Polonia TVP             | «All Together»                | Dominik Arim        | Szansa na Sukces 2024 29-09-2024 Presentación de la versión final 15-10-2024                     |
| Polonia TVP             | «Todos juntos»                | Polaco e inglés     | Szansa na Sukces 2024 29-09-2024 Presentación de la versión final 15-10-2024                     |
| Portugal RTP            | «Esperança»                   | Victoria Nicole     | The Voice Kids Portugal 08-07-2024 Presentación de la canción 08-10-2024                         |
| Portugal RTP            | «Esperanza»                   | Portugués y español | The Voice Kids Portugal 08-07-2024 Presentación de la canción 08-10-2024                         |
| San Marino SMRTV        | «Come Noi»                    | Idols SM            | Elección interna 11-09-2024 Presentación de la canción 05-10-2024                                |
| San Marino SMRTV        | «Como nosotras»               | Italiano            | Elección interna 11-09-2024 Presentación de la canción 05-10-2024                                |
| Ucrania UA:PBC          | «Hear Me Now»                 | Artem Kotenko       | Final Nacional 22-09-2024                                                                        |
| Ucrania UA:PBC          | «Escúchame ahora»             | Ucraniano e inglés  | Final Nacional 22-09-2024                                                                        |

## Festival

### Orden de actuación
El 1 de octubre de 2024, durante la reunión de jefes de delegación, se realizó el sorteo en el que se eligen los países que abren y cierran la competición (Italia y Malta, respectivamente), así como el puesto del país anfitrión. El 10 de octubre se desveló el orden de actuación del resto de países.
| N.º | País                | Artista(s)        | Canción                | Lugar | Puntos |
| --- | ------------------- | ----------------- | ---------------------- | ----- | ------ |
| 01  | Italia              | Simone Grande     | «Pigiama Party»        | 9     | 98     |
| 02  | Estonia             | Annabelle         | «Tänavad»              | 14    | 55     |
| 03  | Albania             | Nikol Çabeli      | «Vallëzoj»             | 7     | 126    |
| 04  | Armenia             | Leo               | «Cosmic Friend»        | 8     | 125    |
| 05  | Chipre              | Maria Pissarides  | «Crystal Waters»       | 13    | 60     |
| 06  | Francia             | Titouan           | «Comme Ci, Comme Ça»   | 4     | 177    |
| 07  | Macedonia del Norte | Ana & Aleksej     | «Marathon»             | 16    | 54     |
| 08  | Polonia             | Dominik Arim      | «All Together»         | 12    | 61     |
| 09  | Georgia             | Andria Putkaradze | «To My Mom»            | 1     | 239    |
| 10  | España              | Chloe DelaRosa    | «Como la Lola»         | 6     | 144    |
| 11  | Alemania            | Bjarne            | «Save The Best For Us» | 11    | 71     |
| 12  | Países Bajos        | Stay Tuned        | «Music»                | 10    | 91     |
| 13  | San Marino          | Idols SM          | «Come Noi»             | 17    | 47     |
| 14  | Ucrania             | Artem Kotenko     | «Hear Me Now»          | 3     | 203    |
| 15  | Portugal            | Victoria Nicole   | «Esperança»            | 2     | 213    |
| 16  | Irlanda             | Enya Cox Dempsey  | «Le Chéile»            | 15    | 55     |
| 17  | Malta               | Ramires Sciberras | «Stilla Ċkejkna»       | 5     | 153    |

     Ganador/a.     2ª posición.     3ª posición.
     4ª y 5ª posición.
     Última posición.

### Votación total, voto del jurado y voto en línea
| Puesto | Total               | Total  | Jurado              | Jurado | Votación en línea   | Votación en línea |
| Puesto | País                | Puntos | País                | Puntos | País                | Puntos            |
| ------ | ------------------- | ------ | ------------------- | ------ | ------------------- | ----------------- |
| 1      | Georgia             | 239    | Georgia             | 180    | Portugal            | 117               |
| 2      | Portugal            | 213    | Ucrania             | 122    | Ucrania             | 81                |
| 3      | Ucrania             | 203    | Francia             | 103    | Malta               | 79                |
| 4      | Francia             | 177    | Portugal            | 96     | Francia             | 74                |
| 5      | Malta               | 153    | Albania             | 82     | España              | 64                |
| 6      | España              | 144    | España              | 80     | Georgia             | 59                |
| 7      | Albania             | 126    | Armenia             | 76     | Alemania            | 57                |
| 8      | Armenia             | 125    | Malta               | 74     | Países Bajos        | 57                |
| 9      | Italia              | 98     | Italia              | 52     | Chipre              | 50                |
| 10     | Países Bajos        | 91     | Países Bajos        | 34     | Armenia             | 49                |
| 11     | Alemania            | 71     | Macedonia del Norte | 20     | Polonia             | 48                |
| 12     | Polonia             | 61     | Irlanda             | 15     | Italia              | 46                |
| 13     | Chipre              | 60     | Alemania            | 14     | San Marino          | 46                |
| 14     | Estonia             | 55     | Estonia             | 14     | Albania             | 44                |
| 15     | Irlanda             | 55     | Polonia             | 13     | Estonia             | 41                |
| 16     | Macedonia del Norte | 54     | Chipre              | 10     | Irlanda             | 40                |
| 17     | San Marino          | 47     | San Marino          | 1      | Macedonia del Norte | 34                |

### Desglose de las puntuaciones del jurado
|               |                     | Votantes           |                    |                    |                   |                    |                                |                    |                    |                   |                     |                             |                       |                    |                     |                    |                  |    |    |
| Total         | Bandera de Italia   | Bandera de Estonia | Bandera de Albania | Bandera de Armenia | Bandera de Chipre | Bandera de Francia | Bandera de Macedonia del Norte | Bandera de Polonia | Bandera de Georgia | Bandera de España | Bandera de Alemania | Bandera de los Países Bajos | Bandera de San Marino | Bandera de Ucrania | Bandera de Portugal | Bandera de Irlanda | Bandera de Malta |    |    |
| Participantes | Italia              | 52                 |                    | 3                  | 6                 | 8                  | 4                              | 1                  |                    | 6                 |                     | 2                           |                       | 4                  | 6                   | 3                  | 2                |    | 7  |
| Participantes | Estonia             | 14                 | 2                  |                    |                   |                    |                                | 6                  |                    |                   | 1                   | 1                           | 4                     |                    |                     |                    |                  |    |    |
| Participantes | Albania             | 82                 | 6                  | 8                  |                   | 5                  | 7                              |                    | 1                  | 5                 |                     | 6                           | 7                     | 2                  | 3                   | 8                  | 10               | 8  | 6  |
| Participantes | Armenia             | 76                 |                    | 10                 | 2                 |                    | 1                              | 12                 | 5                  | 2                 | 12                  | 4                           |                       | 7                  | 2                   | 5                  | 6                |    | 8  |
| Participantes | Chipre              | 10                 |                    |                    |                   | 4                  |                                |                    | 2                  |                   |                     |                             | 1                     |                    |                     | 1                  |                  | 2  |    |
| Participantes | Francia             | 103                | 7                  | 4                  | 5                 | 10                 | 2                              |                    | 3                  | 7                 | 10                  | 5                           | 8                     | 10                 | 7                   | 6                  | 4                | 10 | 5  |
| Participantes | Macedonia del Norte | 20                 | 5                  |                    | 3                 | 3                  |                                |                    |                    | 4                 |                     |                             |                       | 1                  | 1                   |                    |                  |    | 3  |
| Participantes | Polonia             | 13                 |                    |                    |                   |                    |                                |                    |                    |                   |                     |                             |                       |                    |                     | 2                  | 8                | 3  |    |
| Participantes | Georgia             | 180                | 12                 | 12                 | 12                | 12                 | 12                             | 8                  | 10                 | 8                 |                     | 12                          | 10                    | 12                 | 12                  | 12                 | 12               | 12 | 12 |
| Participantes | España              | 80                 | 4                  | 5                  | 7                 | 1                  | 10                             | 3                  | 6                  |                   | 8                   |                             | 3                     | 5                  | 8                   | 10                 | 3                | 5  | 2  |
| Participantes | Alemania            | 14                 |                    | 1                  |                   | 2                  |                                | 7                  |                    | 1                 | 2                   |                             |                       |                    |                     |                    |                  | 1  |    |
| Participantes | Países Bajos        | 34                 | 3                  |                    | 1                 | 7                  | 3                              |                    | 4                  | 3                 | 3                   |                             |                       |                    | 5                   |                    |                  | 4  | 1  |
| Participantes | San Marino          | 1                  | 1                  |                    |                   |                    |                                |                    |                    |                   |                     |                             |                       |                    |                     |                    |                  |    |    |
| Participantes | Ucrania             | 122                | 10                 | 7                  | 10                |                    | 8                              | 10                 | 12                 | 12                | 5                   | 10                          | 2                     | 8                  | 4                   |                    | 7                | 7  | 10 |
| Participantes | Portugal            | 96                 | 8                  | 6                  | 8                 |                    | 5                              | 5                  | 7                  | 10                | 7                   | 8                           | 12                    | 6                  |                     | 4                  |                  | 6  | 4  |
| Participantes | Irlanda             | 15                 |                    |                    |                   |                    |                                | 2                  |                    |                   | 4                   | 3                           | 5                     |                    |                     |                    | 1                |    |    |
| Participantes | Malta               | 74                 |                    | 2                  | 4                 | 6                  | 6                              | 4                  | 8                  |                   | 6                   | 7                           | 6                     | 3                  | 10                  | 7                  | 5                |    |    |

### Máximas puntuaciones (12 puntos)
| N° | A        | De |
| -- | -------- | --- |
| 12 | Georgia  | Albania, Armenia, Estonia, España, Chipre, Irlanda, Italia, Malta, Países Bajos, Portugal, San Marino, Ucrania |
| 2  | Armenia  | Francia, Georgia                                                                                               |
| 2  | Ucrania  | Macedonia del Norte, Polonia                                                                                   |
| 1  | Portugal | Alemania |

## Retransmisiones
| País                | Emisora            | Canal(es)                           | Comentarista(s)                           | Ref(s)               |
| ------------------- | ------------------ | ----------------------------------- | ----------------------------------------- | -------------------- |
| Albania             | RTSH               | RTSH 1, RTSH Muzikë                 | Andri Xhahu                               | [ 32 ]               |
| Alemania            | ARD/ZDF            | Kika                                | Constantin Zöller                         | [ 33 ]               |
| Alemania            | WDR                | WDR 5                               | Annika Witzel y Max Plate                 | [ 34 ]               |
| Armenia             | AMPTV              | 1TV                                 | Hrachuhi Utmazyan y Sevak Hakobyan        | [ 35 ]               |
| Chipre              | CyBC               | RIK 2, RIK Sat                      | Kyriakos Pastides                         | [ 36 ]               |
| España              | RTVE               | La 1, TVE Internacional             | Julia Varela y Tony Aguilar               | [ 37 ] [ 38 ] [ 39 ] |
| España              | RTVE               | RNE                                 | Español: David Asensio y Sara Calvo       | [ 37 ] [ 38 ] [ 39 ] |
| España              | RTVE               | La 1, Ràdio 4                       | Catalán: Sònia Urbano y Xavi Martínez     | [ 37 ] [ 38 ] [ 39 ] |
| Estonia             | ERR                | ETV2                                | Estonio: Marko Reikop                     | [ 40 ]               |
| Estonia             | ERR                | ETV+                                | Ruso: Aleksandr Hobotov and Julia Kalenda | [ 41 ]               |
| Francia             | France Télévisions | France 2                            | Stéphane Bern y Valentina                 | [ 42 ]               |
| Georgia             | GPB                | First Channel Sport                 | Nika Lobiladze                            | [ 43 ]               |
| Irlanda             | TG4                | TG4                                 | Louise Cantillon                          | [ 44 ]               |
| Italia              | RAI                | Rai 2                               | Mario Acampa, Simone Barlaam y Kaze       | [ 45 ] [ 46 ]        |
| Macedonia del Norte | MRT                | MRT 1                               | Desconocido                               | [ 47 ]               |
| Malta               | PBS                | TVM                                 | Sin comentaristas                         | [ 48 ]               |
| Países Bajos        | NPO/AVROTROS       | NPO Zapp vía NPO 3                  | Bart Arens y Matheu Hinzen                | [ 50 ]               |
| Países Bajos        | NPO/AVROTROS       | NPO 2 Extra                         | Bart Arens y Matheu Hinzen                | [ 51 ]               |
| Polonia             | TVP                | TVP2, TVP Polonia                   | Artur Orzech                              | [ 52 ] [ 53 ]        |
| Portugal            | RTP                | RTP1, RTP África, RTP Internacional | Carina Jorge y Nuno Galopim               | [ 54 ] [ 55 ]        |
| San Marino          | SMRTV              | San Marino RTV                      | Mirco Zani y Roberto Bagazzoli            | [ 56 ]               |
| Ucrania             | Suspilne           | Suspilne Kultura                    | Timur Miroshnychenko                      | [ 57 ] [ 58 ]        |

| País       | Emisora | Canal(es) | Comentarista(s)              | Ref(s) |
| ---------- | ------- | --------- | ---------------------------- | ------ |
| Croacia    | HRT     | HRT 2     | Duško Ćurlić y Nika Turković | [ 59 ] |
| Lituania   | LRT     | LRT Plius | Ramūnas Zilnys               | [ 60 ] |
| Luxemburgo | RTL     | RTL Zwee  | Eric Lehmann y Raoul Roos    | [ 61 ] |

## Otros países

### Miembros asociados de la UER
- Kazajistán: El 26 de noviembre de 2023, en la final de 2023, la emisora kazaja Khabar Agency expresó su intención de regresar al concurso en 2024. Sin embargo, en un comunicado posterior, descartaron de nuevo su vuelta al festival debido a los altos costes y al nuevo horario que consideran complicado para los espectadores del país. Kazajistán participó por última vez en 2022.

### Países con suspensión temporal de la UER
- Bielorrusia: Aunque Bielorrusia había participado en todas las ediciones de Eurovisión Junior antes de 2021, la emisora del país BTRC fue suspendida de la UER el 28 de mayo de 2021.[62][63][64] A partir del 1 de julio de 2021, BTRC fue oficialmente suspendida de todos los festivales organizados por la UER hasta el 1 de julio de 2024. No obstante, la suspensión de BTRC está sujeta a revisiones periódicas en las reuniones del grupo ejecutivo de la UER y tenía un plazo de caducidad de tres años, el cual se cumple en el verano de 2024, por lo que el país podría volver a tener la oportunidad de participar y regresar al festival este 2024.[65]Aunque, esta posibilidad se eliminó, después de que la UER (Unión Europea de Radiodifusión) confirmara en mayo de 2024 que la suspensión continuaría de forma indefinida, por lo que el país no volverá a Eurovisión Junior en esta edición.

## Datos de interés
- Es la primera vez desde 2016 que se cambia el día y la hora de emisión del festival. Tras 8 años apostando por el domingo a las 16:00 CET, esta edición se celebrará el sábado (día original de emisión desde 2003 hasta 2015) a las 18:00 CET.
- Este es el segundo evento de Eurovisión en ser realizado en España, después del festival adulto de 1969 también realizado en Madrid.
- Es la primera vez que Alemania y Polonia son representadas por varones solistas.
- A pesar de los buenos resultados de las dos últimas ediciones, Reino Unido anunció que no participará este año debido a los bajos niveles de audiencia.
- Si bien Andria Putkaradze (Georgia) ganó el Ranina este año, su participación en Eurovisión Junior no fue confirmada hasta finales de julio.
- Es la segunda ocasión en que el ganador de la edición pasada cede la sede de la siguiente edición al subcampeón del año pasado (en este caso ganó Francia y España quedó segunda). La primera fue en 2015, cuando Italia le cedió la sede a Bulgaria.
- Es la cuarta vez, que un presentador de Eurovisión Junior que fue representante de su país, asume la responsabilidad de dirigir el festival infantil en sus respectivos países. La primera presentadora fue Roksana Węgiel (ganadora de JESC 2018) en el festival de 2019, la segunda en presentar el certamen fue Carla Lazzari (París 2021), seguida de Karina Ignatyan (Ereván 2022). El 16 de noviembre de 2024, Melani García será la encargada de presentar la gala en la Caja Mágica de Madrid. Carla, Karina y Melani participaron en la edición de 2019.
- Por primera vez en su historia, Malta manda una canción íntegramente en idioma maltés.
  - A su vez, Ramires Sciberras es el primer representante maltés con ascendencia camboyana.
- Es la primera vez que Países Bajos es representada por un grupo mixto.
  - Adicionalmente, Inkar, una de sus integrantes, es la primera cantante de ascendencia kazaja en correpresentar a Países Bajos en este festival.
    - Además, son el tercer cuarteto vocal en competir para ese país, después de la boyband Fource en 2017, y la girlband Unity en 2020.
- El representante ucraniano Artem Kotenko, había sido parte del jurado nacional de Ucrania en la edición pasada de 2023.
  - Su canción "Hear Me Now", originalmente se titulaba "Dim" cuando compitió en la preselección ucraniana.
- Es la primera vez que Estonia manda una canción íntegramente en idioma estonio.
- Es la primera vez que Portugal manda una canción con partes en español. Esto es debido a la ascendencia venezolana de su representante.
- Es la primera vez desde 2018 que Armenia es representada por un varón.
- A diferencia de los últimos años en los que el orden de actuación se desvelaba a escasos días de la celebración del festival, en esta edición se ha hecho con más de un mes de antelación.
- Es la primera vez desde 2017 que Georgia manda una canción íntegramente en georgiano.
- En esta edición participan: 8 solistas masculinos (Armenia, Alemania, Francia, Georgia, Italia, Malta, Polonia y Ucrania); 6 solistas femeninas (Albania, Chipre, España, Estonia, Irlanda y Portugal); dos grupos (San Marino y Países Bajos) y un dúo por parte de Macedonia del Norte. Como dato curioso, es la primera vez en la historia del festival que el número de solistas masculinos es mayor que el de participantes femeninas.
- Es la quinta vez consecutiva que Valentina (ganadora de Eurovisión Junior 2020) participa en los actos relacionados con el certamen infantil. Este año, retransmitirá la gala el sábado 16 de noviembre a las 18:00 desde France 2 junto al presentador francés Stéphane Bern.
- La televisión pública de Croacia, HRT, volverá a emitir el festival diez años después de su retirada en la competición.[66]
- Por primera vez en la historia, la radiodifusora RTL de Luxemburgo transmitirá el concurso infantil.
- La representante anfitriona Chloe DeLaRosa es la intérprete más joven de esta edición, mientras que la representante con más edad, es Ana Vanchevska del dueto normacedonio.
- Georgia se convierte en el país que más victorias del JESC tiene.
- Curiosamente, Georgia ha logrado ganar al año siguiente de que otro país igualara su número de victorias. Esto sucedió en 2016, cuando Malta empató con Georgia en cantidad de triunfos al alcanzar su segunda victoria en el año anterior. En esa ocasión, ambos países tenían dos victorias. Este año, Georgia volvió a ganar tras haber sido igualada por Francia en 2023, momento en el que ambos contaban con tres victorias. Además, estas dos victorias georgianas se lograron con canciones completamente en idioma georgiano, se dieron contra todo pronóstico y ambas alcanzaron el mismo puntaje de 239 puntos al ganar.
- En esta edición de Eurovisión Junior, Portugal alcanzó su mejor posición histórica en el certamen, logrando el segundo lugar con un total de 213 puntos.
- Portugal logra por primera vez en su historia ganar el televoto, obteniendo 117 puntos de la votación en línea. Además, Portugal ha destacado este año al obtener la mayor cantidad de puntos del televoto en toda la década de 2020 en el Festival.
- Al igual que en 2022, la inteligencia artificial estuvo presente en este festival. En este caso, para los visuales del certamen y las postales pre-actuación.